# Raquel Varela
Raquel Cardeira Varela (Cascais, 15 de outubro de 1978) é uma historiadora, professora universitária, investigadora e autora portuguesa. Especialista em temas relacionados com o mundo laboral e os direitos dos trabalhadores, tornou-se conhecida do grande público devido às obras publicadas e através da participação em programas televisivos ou de rádio, como comentadora ou membro de um painel.

## Biografia
Raquel Varela fez a sua licenciatura Pré-Bolonha em História Moderna e Contemporânea, em 2005, no ISCTE-IUL, uma pós-graduação em História Moderna e Contemporânea na FCSH Universidade Nova de Lisboa e o seu doutoramento (cum laude) em História Política e Institucional no ISCTE, Instituto Universitário de Lisboa, em 2010. Fez o seu pós-doutoramento (2010–2016) em culturas de trabalho (IHC-FCSH/UNL), e em História Global do Trabalho em 2013 no IISH Amsterdam. Frequentou a Faculdade de Direito da Universidade de Coimbra (1997-2000).
De 2015 a 2024 faz parte do grupo de comentadores (composto também por Inês Pedrosa, Joaquim Vieira e Rodrigo Moita de Deus) de O Último Apaga a Luz , um programa semanal da RTP3 moderado por Pedro Vieira, ex-apresentador do Canal Q, e criado por Nuno Artur Silva, em que se que debatia, comentava e analisava como as notícias tinham sido tratadas e os acontecimentos da atualidade. Já antes, no 2.º semestre de 2014 e o 1.º de 2015, havia sido comentadora residente de um programa semelhante, emitido também pela RTP3 (canal que então se apresentava sob o nome "RTP Informação"), Barca do Inferno. Passou assim dez anos como comentadora regular no canal noticioso da RTP. De igual modo, em janeiro de 2021 passou a ter uma rubrica sobre temas variados na Antena 1, também da emissora pública portuguesa, com o título "Palavra de Honra" e em que interage com o escritor Joel Neto. A rubrica semanal terminou em fevereiro de 2022, sendo imediatamente substituída por outra com os mesmos intervenientes e intitulada "Efeito Borboleta". Varela também participou de forma esporádica noutros programas audiovisuais, como, por exemplo, no Canal Q. 
Raquel Varela é uma figura mediática em Portugal desde a primeira metade da década de 2010 — nomeadamente a partir de uma participação sua no extinto programa de debate Prós e Contras, em 2013.